# 홍동영
홍동영(洪動寧, 2011년 3월 5일 ~ )는 대한민국의 배우이다.

## 출연 작품

### 드라마
- 2014년 MBC 저녁 일일 특별기획 드라마 《엄마의 정원》 ... 차진서 역
- 2015년 SBS 드라마 스페셜 《가면》 ... 어린 변지혁 역 (호야 아역)
- 2015년 SBS 아침 일일연속극 《어머님은 내 며느리》 ... 용이 역
- 2016년 KBS2 주말연속극 《아이가 다섯》 ... 어린 이수 역 (조현도 아역)
- 2016년 MBC 주말연속극 《불어라 미풍아》 ... 김유성 역
- 2016년 SBS 월화 미니시리즈 《달의 연인 보보경심 려》 ... 어린 4황자 왕소 역 (이준기 아역)
- 2017년 MBC 수목 미니시리즈 《운빨 로맨스》 ... 어린 최건욱 역 (이수혁 아역)
- 2017년 SBS 주말 특별기획 드라마 《언니는 살아있다》 ,,, 어린 구세후 역 (이지훈 아역)
- 2017년 MBC 주말 특별기획 드라마 《돈꽃》 ... 장하정 역
- 2017년 OCN 주말 미니시리즈 《나쁜 녀석들 : 악의 도시》 ... 민수 (김애경 아들) 역
- 2018년 tvN 월화 미니시리즈 《계룡 선녀전》 ... 어린 김금 역 (서지훈 아역)
- 2019년 JTBC 월화 미니시리즈 《일단 뜨겁게 청소하라》
- 2021년 SBS 월화 미니시리즈 《조선구마사》 ... 어린 양녕대군 역 (박성훈 아역)
- 2021년 KBS2 월화 미니시리즈 《경찰수업》 ... 어린 강선호 역 (진영 아역)
- 201년 tvN 월화 미니시리즈 《어사와 조이》 ... 어린 세자 역 (이준혁 아역)
- 2021년 KBS1 대하드라마 《태종 이방원》 ... 어린 이방번 역
- 2023년 MBC 저녁 일일연속극 《하늘의 인연》 ... 어린 도현 역 (진주형 아역)
- 2023년 KBS2 월화 미니시리즈 《혼례대첩》 ... 이재 역

### 영화
- 2016년 영화 《오빠생각》 ... 영호 역
- 2018년 영화 《궁합》 ... 저잣거리 우는 아들 역